# 蒼井そら
蒼井 そら（あおい そら、中: 蒼井空、拼音: CāngJǐngkōng、本名：純子、1981年4月26日 - ）は、日本の女優、タレント、歌手、元AV女優である。

## 経歴
2002年6月14日に『Bejean』誌でグラビアデビュー、同年7月に『Happy Go Lucky!』でAVデビュー。「妹系」とも称されたロリータフェイスでありながら90cmのバストを持ちブレイク。小さいころより保育士になる事を志していたため、高等学校卒業後は短期大学に通い、保育士の国家資格を取得した。だがアダルトビデオデビューのため、実際に保育士になる事はなかった。Bejean2004年2月号で、2003年のアダルトビデオ総括 大賞に選ばれた。
2004年にはエスワン発足に伴いセルデビュー。移籍第1作目の『セル初 蒼井そら ギリギリモザイク』（2004年）は累計10万本という業界異例のヒットを記録。以来、エスワンの人気女優としてリリースが続いた。
2005年末に開催されたMOODYZ年末大感謝祭で、エスワンの最優秀女優賞を受賞。
AVでの高い人気を背景に、テレビやラジオなどへと活躍の場を広げた。2003年にはテレビドラマ『特命係長 只野仁』にゲスト出演。2005年10月には『嬢王』でメインキャストの一人を演じ、連続テレビドラマにも本格進出した。数多くのバラエティ番組にも出演し、一般タレントにも匹敵する知名度を獲得。男性だけでなく女性（彼女がAV女優だと知らない者もいる）にもファン層を拡げ、2005年のインターネット検索ランキングでは女性部門第2位になっている。2007年11月には月9『ガリレオ』にゲスト出演。
2012年6月14日にデビュー10周年を迎え、翌月22日に10周年を記念して初の公式トークライブを開催した。チケットは1日で完売。
2011年7月の新作を最後にAV作品（総集編を除く）は出しておらず、以降は、タレント・女優活動を展開し、公式サイトも一般用（アダルト関連の作品・画像・リンクは未掲載）となる。本人は続けられる限りはAVの仕事はしたいと語っており、公式な引退発表はしていなかったが、近年のインタビューでは前職のように語っていた。
2019年に過去のAV出演作品の販売・配信をオムニバス総集編も含めて終了。後年、引退がフェードアウトであった理由のひとつとして「事務所の方針」を挙げている。
2018年1月2日、自身のブログでDJ NONとの結婚を報告した。ブログの更新は中国標準時の2018年1月1日午後11時11分に合わせたもので、入籍は1月1日。同年12月11日、第1子妊娠を報告。2019年1月11日、妊娠したのが双子であることを明かす。
2019年5月1日、AbemaTV「蒼井そら出産当日アジア同時生中継」において、第1子・第2子となる双子の男児を出産したことを報告した。
2024年11月7日、卵巣嚢腫の手術を受け、左側の卵巣嚢腫および卵巣を摘出。9日、退院。
2021年6月には自身のYoutubeチャンネルで（#実年齢）、また2025年8月8日放送の『しくじり先生 俺みたいになるな!!』（ABEMA）で本当の生年月日（1981年4月26日）と本名（下の名は「純子」）を明かした。

## 外国での活動と批判
中国ではポルノ産業が禁止されており、ネット規制も敷かれているため本国から日本のアダルトビデオを合法的に見ることはできない。ただしアンダーグラウンドでは知られており、なかでも蒼井そらは知名度が高い。中国でも蒼井出演のアダルトビデオは人気があり、2011年1月20日には、蒼井そら中国語デビューシングル「毛衣」を、音楽配信限定でリリースした。2008年、韓国ドラマに進出した。
2009年4月3日、中国の複数のメディアが「中国広東省広州市のナイトクラブに蒼井そら、松島かえでら日本のAV女優が出演する予定だったが、地元民の反発に遭い中止された」などと報道した。しかし、2人とも報道内容を否定。蒼井はブログにて「何のために書かれた記事か、全然意味が分からない」「今月は半年も前からスケジュールをおさえてました。海外に行く余裕なんてありません。てゆうか連絡もきてません」と抗議した。同年5月、韓国で映画のプロモーションやテレビ出演やサイン会などを開催するために訪韓したが、中央日報日本語版が「低級な日本アダルト文化を代表する芸能人による金儲けのための韓国訪問には警戒しなければならない」というネチズンの意見があったことを紹介した上で、「今回の韓国訪問期間にも露出などアダルト関連の活動は全然ない」という広報のコメントも紹介した。
2010年3月27日にTwitterを始め、しばらくしてから「有名人アカウント」として公認された。同年4月11日にTwitterが金盾の対象になっている中国のインターネットにIDが流出し、中国圏のネットユーザーからのアクセスが殺到した。中国の男性ユーザー達は、蒼井を「膜拝（女神様）」「性の師匠・蒼井空老師（蒼井そら先生）」と呼び、盛り上がった。Twitterのアカウントを開設したニュースは、Twitterが禁止されている中国でも拡散し、大勢の中国人はVPNを使用して、グレート・ファイアウォールを突破してフォローし、アカウントが開設された日の夜は「蒼井そらナイト」と呼ばれている。この件に関して香港メディアから取材を受けた。新浪微博では2014年12月現在1500万人を超えるフォロワーがいる。
2011年11月3日、北京で開かれた国際K-1連盟（FIKA）発足の発表会で、歌手の宋祖英、女優のカリーナ・ラウ（劉嘉玲）、文化人の楊瀾（ヤン・ラン）ら中国の著名人と共演した。しかし、軍属歌手の宋祖英と蒼井そらのイメージがあまりにも差があるため、宋祖英と蒼井そらが肩を並べて撮った写真はネットで物議を醸した。その後、中国側の主催者はウェイボーでこの事件について謝罪した。
中国のロックバンド黑撒が2011年に発表した楽曲『流川枫与苍井空（流川楓と蒼井そら）』の中で中国人青年の憧れの象徴として比喩的に歌われている。（学生時代に別れた恋人に再会した男女の喪失感を描いたバラード。お互いに新しいパートナーが大切であり、元恋人は紙面や画面の中の登場人物「SLAM DUNK」の流川楓や蒼井そらのような存在だと表現した。2011年最も美しい歌曲との評価を受けた。）
2012年の中国における反日活動時に、中国のインターネット上で「釣魚島は中国に帰属するが、蒼井そらは世界に帰属する」という言い回しが流行った。
2013年5月19日、寧波で行われたインターネットオークションで、蒼井そらの書いた中国語簡体字の「好玩的凤凰山游乐园」（日本語で『楽しい風凰山遊園地』の意）という書が60万元、日本円にして約1000万円で落札された。
香港中文大学教授の呉偉明は、「中国での知名度を上げる良いタイミングを蒼井そらは捉えた」「彼女が自分の国で人気が出た時期は、ちょうど中国が性を含めたあらゆる面において外の世界とつながるようになった時期と重なっている」として、中国における蒼井そら人気は、グローバル化時代に自分をどう定義するかは、国籍だけでなくどのメディアのコンテンツを消費しているかで形作られており、「蒼井そらを好きな人々は、出身国に関わりなく同じグループに属していると感じる」と述べている。
2018年元日、SNSに結婚指輪をつけた写真を投稿したが、中国のウェイボーへの投稿には48時間以内に17万件以上のコメントが寄せられ、83万件以上の「いいね」がつけられた。

## エピソード
- 兄と妹がいる。
- 趣味はドライブ。特技は書道、外国語（中国語、英語）。
- 長年、英語の勉強をしたいといっていたが、2008年に入ってから本格的に英会話を習い始め、英文ブログ「今日の"裏"SOLA模様」を開設した。以前はNOVAに通っていたことを自身のブログで明かしている。
- ニューロティカのファンを公言しており、2004年3月にはニューロティカのトリビュートアルバムに『気持ちいっぱいビンビンビン』を提供。同曲が歌手デビュー作となった。
- 『おねがい!マスカット』『おねだり!!マスカット』では恵比寿マスカッツの初代リーダーを務めていた。『ちょいとマスカット!』では番組に時々顔を出し、『おねだりマスカットDX!』でレギュラーに復帰。「OGリーダー」となっている。
- 長らくAV業界では別事務所同士の女優同士が連絡先を交換する、飲み会をするなどはメーカーや事務所の違いで出演料格差の情報が出てしまうことを恐れご法度となっていた。しかし蒼井はマスカッツ加入以後、グループの絆を深めるため収録終わり等に飲み会を開き、のちに事務所間にも認めさせた[35]。飲み会を通じてできたグループはのちに「DARA」としても活動している。
- 2002年11月発売『facial』では、AVでの自分についての本音、素顔を初めて公表した。以降、徐々に演技に変化が出てきている。AV女優という仕事を軽く見られることを嫌い、立派な職業であると発言している。また、この職業に誇りを持っていると語る。しかし、自己の公式ブログの2008年2月19日付に「自分の職業に後ろめたさが無いわけじゃない。」とも書いている。
- AVでの行為に関して特にNGはなかったものの、『共演物』に関してはNGにしていた。
- デビュー以来髪を染めていなかったが、2007年末から2008年1月の間だけ茶髪にしていた。
- 『お笑い登竜門』で共演した戸部洋子（フジテレビアナウンサー）は、テレビに慣れていない時期に色々話しかけてくれたと、自身のブログでも感謝の意を示している。年齢は戸部の方が上だが「洋子」と呼んでいる。テレビの共演がきっかけで河邉千恵子と親交があり、彼女のブログに登場したり、一般人に混じってコメントを書いたりすることがある。
- 2006年に写真週刊誌に東京ダイナマイトのハチミツ二郎との交際と同棲が報じられ、双方が交際を認めた。しかし2009年1月15日、それぞれが自身のブログで破局したことを告白した[36]。
- 歌手のAZUと親友であり、彼女のシングル「BROKEN HEART」のPVにも友情出演している。
- ドラマや映画出演でもヌードをはじめ、濡れ場を見せることもあった。特にAVではレズ経験はないが『嬢王』などで女性同士の絡みなどのレズの演技を見せたこともある。

### 実年齢
- 公称は1983年生まれだが、自著のなかで実際の年齢は違うことを示唆していた[37]。その後、2020年6月26日に更新された蒼井のブログ上において、「プロフィール上の年齢」と「実際の年齢」が異なることを公表した[37]。また、実際の生年月日については明かしていないが、「酉年の牡牛座」「神奈川出身[注 2]」「（ブログ掲載時点で）39歳」であることも明かした[37]。AV女優としてデビューする際、身元が明かされることを防ぐために「プロフィール上の年齢」を変えたとしている[37]。2020年8月18日に発売された『週刊アサヒ芸能』8月27日号でのテリー伊藤との対談で安達祐実と同学年[注 3]で4月生まれ[注 4]であると明かした。
- 2021年6月、自身のYoutubeチャンネルで戸籍上は1981年4月26日生まれであると発表した。証拠として名字を隠した運転免許証を公開し、下の名前が「純子」であることも公表している。生年についてはAVデビュー時20歳では厳しいとされ、身バレ防止のため誕生日も数字の並びがいいものに変更したと語っている[38]。戸籍上の年齢が40歳になったことをきっかけに公表したが、約19年この設定で過ごしてきたため、以後もプロフィール上の生年月日は1983年11月11日のままにしている。
- 上記の経緯を2022年5月13日放送、TBSラジオ『JUNK おぎやはぎのメガネびいき』で語りネットニュースとして取り上げられた[39]。おぎやはぎは以後、「じゅんこ」と呼称している[40]。

## 映像作品

### イメージビデオ
| タイトル             | 発売日         | メーカー               |
| -------------------- | -------------- | ---------------------- |
| 蒼井そら物語         |                |                        |
| あおいそら           | 2002年7月25日  | 英知出版               |
| 裸体                 | 2003年6月25日  | Believe （シャッフル） |
| ラブXらぶ            | 2003年10月10日 | バウハウス             |
| 裸体 #2              | 2004年2月25日  | Believe （シャッフル） |
| 不思議の国の蒼井そら | 2004年7月25日  | バウハウス             |
| キレイナセックス     | 2005年6月11日  | コンセント             |

### アダルトビデオ
| タイトル                                                 | 発売日   | メーカー      | 備考   |
| 2002年                                                   | 2002年   | 2002年        | 2002年 |
| -------------------------------------------------------- | -------- | ------------- | ------ |
| Happy Go Lucky!                                          | 7月30日  | アリスJAPAN   |        |
| あおぞら Let's Go Blue In The Sky!                       | 8月23日  | サマンサ      |        |
| Virgin Sky                                               | 9月24日  | サマンサ      |        |
| cosmic girl                                              | 10月29日 | アリスJAPAN   |        |
| facial                                                   | 11月29日 | サマンサ      |        |
| 50/50                                                    | 12月27日 | アリスJAPAN   |        |
| 2003年                                                   |          |               |        |
| SOLA-GRAPH                                               | 1月31日  | サマンサ      |        |
| ネッチョリ癒されたい                                     | 2月28日  | アリスJAPAN   |        |
| 不法侵乳 14                                              | 3月25日  | サマンサ      |        |
| 色情果実 したがりアイドルの湿恥帯                        | 4月25日  | アリスJAPAN   |        |
| 妹の秘密                                                 | 5月30日  | サマンサ      |        |
| 女尻                                                     | 6月20日  | アリスJAPAN   |        |
| スプラッシュ びしょ濡れマーメイド                        | 7月25日  | サマンサ      |        |
| 逆ソープ天国                                             | 8月22日  | バビロン      |        |
| ようこそMax Cafeへ!                                      | 9月30日  | サマンサ      |        |
| 制服人形 コスプレドール                                  | 10月24日 | アリスJAPAN   |        |
| 蒼井そら 秘蔵痴態集                                      | 10月24日 | アリスJAPAN   | 総集編 |
| 口内感染                                                 | 11月28日 | サマンサ      |        |
| 猥褻モデル                                               | 12月26日 | アリスJAPAN   |        |
| 2004年                                                   |          |               |        |
| 監禁ボディドール 猥褻迷宮                                | 1月30日  | サマンサ      |        |
| 裏・スイカップ                                           | 2月20日  | アリスJAPAN   |        |
| Self Produce                                             | 3月30日  | サマンサ      |        |
| 隣りの女子大生 悪魔の肉調教                              | 4月30日  | アリスJAPAN   |        |
| TABOO                                                    | 5月28日  | サマンサ      |        |
| 挑発エロティック                                         | 6月25日  | アリスJAPAN   |        |
| Lollipop                                                 | 7月30日  | サマンサ      |        |
| 風俗で蒼井そらとしたいっ!                                | 8月20日  | バビロン      |        |
| 魔女の棲み家 IV                                          | 9月28日  | サマンサ      |        |
| フェティッシュそら                                       | 10月22日 | アリスJAPAN   |        |
| セル初 ギリギリモザイク                                  | 11月11日 | S1 NO.1 STYLE |        |
| BEST OF SKY                                              | 11月30日 | サマンサ      | 総集編 |
| 女教師×女子校生 淫乱痴女の女教師とカワイイ癒しの女子校生 | 12月11日 | S1 NO.1 STYLE |        |
| 2005年                                                   |          |               |        |
| 淫語 エロい女の淫語あそび                                | 1月11日  | S1 NO.1 STYLE |        |
| ギリモザ 僕だけの蒼井そら                                | 2月11日  | S1 NO.1 STYLE |        |
| ギリモザ 接吻スペシャル                                  | 3月11日  | S1 NO.1 STYLE |        |
| ギリギリモザイク そらはアナタのいいなり玩具              | 4月11日  | S1 NO.1 STYLE |        |
| ギリギリモザイク そらのネットリ濃厚セックス              | 5月19日  | S1 NO.1 STYLE |        |
| ギリギリモザイク おっぱいスペシャル                      | 6月19日  | S1 NO.1 STYLE |        |
| ギリギリモザイク そらがいっぱい癒してあげる              | 7月19日  | S1 NO.1 STYLE |        |
| ギリギリモザイク はげましセックス                        | 8月19日  | S1 NO.1 STYLE |        |
| ギリギリモザイク そらのセックスじっくり見せてあげよっか♥ | 9月19日  | S1 NO.1 STYLE |        |
| ギリギリモザイク コスプレでい〜っぱいHしよっ!            | 10月19日 | S1 NO.1 STYLE |        |
| ギリギリモザイク エッチな隣人♥                           | 11月19日 | S1 NO.1 STYLE |        |
| ギリギリモザイク 妄想的特殊浴場 本指名                   | 12月19日 | S1 NO.1 STYLE |        |

| タイトル                                                                  | 発売日   | メーカー       | 備考                                                  |
| 2006年                                                                    | 2006年   | 2006年         | 2006年                                                |
| ------------------------------------------------------------------------- | -------- | -------------- | ----------------------------------------------------- |
| ギリギリモザイク そらとの共同生活は24時間セックスざんまい!                | 1月19日  | S1 NO.1 STYLE  |                                                       |
| ギリギリモザイク 新米ナースそらのパコパコ看護                             | 2月19日  | S1 NO.1 STYLE  |                                                       |
| ギリギリモザイク 激パイズリ 2                                             | 4月19日  | S1 NO.1 STYLE  |                                                       |
| ギリギリモザイク そらは隣の若奥様                                         | 5月19日  | S1 NO.1 STYLE  |                                                       |
| 増刊DVD 蒼井そら                                                          | 6月13日  | コンセント     |                                                       |
| 蒼井そら×ギリギリモザイク 蒼井そらCOLLECTION 1                            | 7月19日  | S1 NO.1 STYLE  | 総集編                                                |
| ギリギリモザイク バコバコ乱交15                                           | 9月19日  | S1 NO.1 STYLE  |                                                       |
| ハイパー×ギリギリモザイク ハイパーギリギリモザイク                        | 11月19日 | S1 NO.1 STYLE  |                                                       |
| 2007年                                                                    |          |                |                                                       |
| S1二周年記念!完全撮り下ろしスペシャルまとめてドーンッ!!                   | 2月7日   | S1 NO.1 STYLE  |                                                       |
| S1ドリームコレクション2周年記念スペシャルVer. スーパーS級アイドル8時間!!! | 2月19日  | S1 NO.1 STYLE  | 総集編                                                |
| ギリギリモザイク おっきいチンポでバコバコ!                                | 4月19日  | S1 NO.1 STYLE  |                                                       |
| ハイパーギリギリモザイク 特殊浴場TSUBAKI 貸切入浴料1億円                  | 5月3日   | S1 NO.1 STYLE  | ※AV OPEN 2007エントリー作品 ※本人のヌード、絡みはなし |
| ハイパーギリギリモザイク8時間                                             | 10月7日  | S1 NO.1 STYLE  | 総集編                                                |
| 完全限定生産×最新型Mビジョン ギリギリモザイクMV改                         | 11月19日 | S1 NO.1 STYLE  |                                                       |
| 2008年                                                                    |          |                |                                                       |
| ギリギリモザイク 繰り返す昇天、壮絶アクメ                                 | 2月19日  | S1 NO.1 STYLE  |                                                       |
| ギリギリモザイク 僕だけのアイドル                                         | 3月19日  | S1 NO.1 STYLE  |                                                       |
| ギリモザ 犯された蒼井そら                                                 | 7月19日  | S1 NO.1 STYLE  |                                                       |
| ハイパー×ギリモザ ものすごい顔射                                          | 9月7日   | S1 NO.1 STYLE  |                                                       |
| ギリモザ 無限絶頂!激イカセFUCK                                            | 11月7日  | S1 NO.1 STYLE  |                                                       |
| 2009年                                                                    |          |                |                                                       |
| ギリモザ 20コスチュームでパコパコ!                                        | 1月7日   | S1 NO.1 STYLE  |                                                       |
| ギリモザ 交わる体液、濃密セックス                                         | 3月19日  | S1 NO.1 STYLE  |                                                       |
| デビュー作復刻 Happy Go Lucky！                                           | 3月27日  | アリスJAPAN    |                                                       |
| ピンクのカーテン                                                          | 5月19日  | ROOKIE         |                                                       |
| ギリモザ 淫らな巨乳女教師                                                 | 6月7日   | S1 NO.1 STYLE  |                                                       |
| ギリモザ 必殺！一撃顔射!                                                  | 8月7日   | S1 NO.1 STYLE  |                                                       |
| ギリモザ 近親相姦                                                         | 10月7日  | S1 NO.1 STYLE  |                                                       |
| 黄金伝説 蒼井そらの原点                                                   | 11月27日 | マックス・エー | 総集編                                                |
| ギリモザ LOTION HELL                                                      | 12月7日  | S1 NO.1 STYLE  |                                                       |

| タイトル                                          | 発売日  | メーカー      | 備考   |
| 2010年                                            | 2010年  | 2010年        | 2010年 |
| ------------------------------------------------- | ------- | ------------- | ------ |
| 夫の目の前で犯された若妻                          | 1月19日 | S1 NO.1 STYLE |        |
| Sola様のM調教                                     | 3月19日 | S1 NO.1 STYLE |        |
| 最後の一滴までシャブらせて                        | 5月7日  | S1 NO.1 STYLE |        |
| 轟沈アクメ 脳髄から狂わせて                       | 7月7日  | S1 NO.1 STYLE |        |
| S1 GIRLS COLLECTION 蒼井そら エスワン8時間Special | 8月7日  | S1 NO.1 STYLE | 総集編 |
| 犯された人妻女教師                                | 9月7日  | S1 NO.1 STYLE |        |
| 極美映像 ハリウッド基準で魅せる超高画質セックス   | 11月7日 | S1 NO.1 STYLE |        |
| 2011年                                            |         |               |        |
| 完全服従どM秘書                                   | 1月7日  | S1 NO.1 STYLE |        |
| 公然妄想露出 アエギ声出しちゃダメ!!               | 3月7日  | S1 NO.1 STYLE |        |
| 秘密捜査官の女 被虐の巨乳エージェント             | 5月7日  | S1 NO.1 STYLE |        |
| メガ盛り顔射祭                                    | 7月7日  | S1 NO.1 STYLE |        |
| 蒼井そら エスワン12時間 Special 蒼井そら          | 8月19日 | S1 NO.1 STYLE | 総集編 |
| 2012年                                            |         |               |        |
| 犯された蒼井そら 4時間まるごとレイプSPECIAL       | 3月7日  | S1 NO.1 STYLE | 総集編 |
| 蒼井そら 高画質エスワン8時間Special               | 11月7日 | S1 NO.1 STYLE | 総集編 |
| 2014年                                            |         |               |        |
| 蒼井そら 全97本番 エスワン12時間コンプリートBEST  | 2月19日 | S1 NO.1 STYLE | 総集編 |

## ディスコグラフィ

### シングル
| 枚        | 発売日        | タイトル            | 規格品番  | レコード  | 備考                                                                   |
| SO-LA名義 | SO-LA名義     | SO-LA名義           | SO-LA名義 | SO-LA名義 | SO-LA名義                                                              |
| --------- | ------------- | ------------------- | --------- | --------- | ---------------------------------------------------------------------- |
| 1st       | 2006年5月31日 | 裸のKiss/天使の誘惑 | BBMC-3004 | BBMC      | Web番組『竜兵会』テーマ曲／PV/メイキング/秘蔵映像などを収録のDVD付き。 |

### 配信シングル（中国語）
| # | 配信開始日     | タイトル  | 備考                                                     |
| - | -------------- | --------- | -------------------------------------------------------- |
| 1 | 2011年1月20日  | 毛衣      | 中国のみ配信限定                                         |
| 2 | 2012年8月2日   | Let me go | Music Videoがある                                        |
| 3 | 2013年10月18日 | Girls UP  |                                                          |
| 4 | 2013年11月11日 | 我最宅    | 中日韓グループ「果宝酱」にて、Music Videoがある          |
| 5 | 2014年1月23日  | 谢谢你    | 歌：蒼井空、元钦、马娳颖、单小源、成学迅、秦勇、中国辣妹 |
| 6 | 2015年4月24日  | 藍色天空  | Music Videoがある                                        |

### 参加アルバム
| 発売日        | 商品名                                 | 歌                             | 参加曲                         | 備考                                   |
| ------------- | -------------------------------------- | ------------------------------ | ------------------------------ | -------------------------------------- |
| 2004年3月17日 | A.I COMPANY 〜Tribute to NEW ROTE'KA〜 | 蒼井そら＆ロティカ・アミーゴス | 「気持ちいっぱいビンビンビン」 | ニューロティカのトリビュート・アルバム |
| 2012年3月27日 | 第二夢微电影音乐原声带                 | 蒼井空                         | 「第二夢」                     | 短篇映画『第二夢』主題歌               |
| 2015年1月14日 | Co.Lab                                 | AZU、蒼井そら                  | 「THE WAY I AM」               | AZUの6thオリジナルアルバム             |

18禁OVA『BLIND NIGHT』主題歌

## 出演

### テレビドラマ
2000年代
- 特命係長 只野仁（2003年、女子高生）
- ミステリー民俗学者 八雲樹 第2話（2004年、二階堂杏菜）
- 嬢王（2005年、二階堂亜莉沙）
- 下北GLORY DAYS（2006年、一文字のぞみ）
- 快感職人（2006年、たまみ）
- 北アルプス山岳救助隊・紫門一鬼9（2007年、橘ゆかり〈車のトランクに死体で発見されたホステス〉）
- ガリレオ 第1シーズン 第4章（2007年、篠崎怜子〈自宅のプールにて心臓麻痺で死亡したセレブ女子大生〉）
- 韓国語学堂 第1話（2009年、本人）※韓国ドラマ、『誘惑の語学スクールinソウル』としてDVD化
- 嬢王 Virgin / 嬢王3 〜Special Edition〜（2009年 - 2010年、二階堂亜莉沙）- 2シリーズ

2010年代
- 業界LOVE STORY〜だからテレビはおもしろい〜（2011年）
- 独身貴族 第1話（2013年）
- 新宿セブン 第6話（2017年、美藍）
- 逃亡花（2018年、小園井咲子[41][42]）
- 噂の女 第5話（2018年、小園井咲子）
- 極道めし 第8話（2018年、ペパーミントちゃん）

### 日本映画
2000年代
- GUN CRAZY Episode 4 用心棒の鎮魂歌（レクイエム） （2003年5月10日公開、パイオニアLDC、まりあ 役）監督:室賀厚 [43]
- HEAT -灼熱-（2004年2月14日公開、ケイエスエス、マリア 役）監督:横井健司[44]
- 制服美少女 先生あたしを抱いて（2004年7月24日公開、新東宝、主演・宮前紬 役）監督:高原秀和 ※初の映画主演作 2005年3月12日、R-18からR-15作品へと再編集し、『つむぎ』と改題し再公開された。この作品で第17回ピンク賞（2005年）新人女優賞を獲得。[45]
  - つむぎ（2005年3月12日公開、新東宝、主演・宮前紬 役、「制服美少女～」の一般公開版）[46][47][48]
- エロス番長 其の四 ともしび（2004年8月21日公開、ユーロスペース、矢島ゆこ 役）監督:吉田良子 [49]
- 援助交際撲滅運動 地獄変（2004年10月2日公開、オムロ、主演・アオイ 役）監督:鈴木浩介[50]
- なま夏（2005年1月28日公開、日本出版販売、主演・杏子 役）監督:吉田恵輔[51]
- 嫌われ松子の一生（2006年5月27日公開、東宝、スカウトされた女の子 役）監督:中島哲也[52]
- 聴かれた女（2007年2月10日公開、トランスフォーマー、主演・杉浦皐月 役）監督:山本政志[53]
- 艶恋師 北海道 放浪編（2008年1月26日公開、ティーエムシー、久保あゆみ 役）監督:田尻裕司[54]
- 泪壺（2008年3月1日公開、アートポート、カノジョ 役）監督:瀬々敬久、原作:渡辺淳一[55]

2010年代
- SとM劇場版（2010年3月13日公開、ユナイテッド・エンタテインメント、坪井咲子 役）監督:仰木豊[56]
- 巨乳ドラゴン 温泉ゾンビVSストリッパー5（2010年5月15日公開、ティーエムシー、主演・丈堂レナ 役）監督:中野貴雄[57]
- トルソ（2010年7月10日公開、トランスフォーマー）監督:山崎裕[58]
- スリー☆ポイント（2011年5月14日公開、レイライン、沙紀 役）監督:山本政志[59]
- 軽蔑（2011年6月4日公開、角川映画、二宮の元カノ・かおり 役）監督:廣木隆一[60]
- あっちゃん（2015年4月18日公開、日本出版販売）監督:ナリオ[61]

### 海外映画
- 夏休み ハートはドキドキ!（日本人バックパッカー・アオイ 役）- 2006年制作のタイ映画。監督:ソンヨット・スックマークアナン。劇場未公開。2008年3月20日 第4回アジア海洋映画祭イン幕張で上映[62]
- 復讐の絆 Revenge:A Love Story （原題: 復仇者之死）（主演・張穎役）- 2010年制作の香港映画。監督:ウォン・ジンポー。日本未公開[63]
- ススター・クラマス2（幸子役）- 2011年のインドネシア映画[64]
- 第二夢（主演）- 2012年の中国ショートフィルム、日本未公開
- Let me go（主演）- 2012年の中国ショートフィルム、日本未公開
- Seven Something（日本料理店にいる女性役） - 2012年のタイ映画。監督:パウィーン・プーリジットパンヤー。日本では2013年3月10日第8回大阪アジアン映画祭で上映[65]
- アイ・ファイン、サンキュー、ラブ・ユー（カヤ役） - 2014年制作のタイ映画。監督:メート・タラートン[66]
- 大性豪 - 2014年制作の香港映画。監督:リー・コンロク、共演:加藤鷹[67]
- 搶紅（寵姫役）- 2017年の中国映画、日本未公開[68]
- レイジー・ヘイジー・クレイジー（原題: 同班同學）- 2015年制作、2017年10月25日公開の香港映画。監督:ジョディ・ロック[69]
- LENS - 2019年11月2日公開の香港映画。監督:ウォン・ワイ[70]

### Vシネマ
- 高校教師 飼育の校舎（2003年11月25日、ENGEL、主演・空美子 美夜子 役（二役））監督:安藤尋[71]
- 新・妖女伝説 セイレーン （2004年10月22日、竹書房、主演・セイレーン 役）[72]
- 揺れる電車の中で ハメられた家庭教師 （2004年10月22日、オンリーハーツ、主演）監督:藩平太郎[73]
- 高校教師 欲情する聖女たち（2004年12月1日、ENGEL）監督:松谷拓哉 他 ※エロス・シリーズ「高校教師」の総集編[74]
- 狂愛 死ぬまでにしたい4つのこと（2005年3月24日、TMC、主演）監督:旭正嗣[75]
- 揺れる電車の女 悶える柔肌、疼く美尻（2005年5月27日、オンリーハーツ、主演）製作:奥田真平[76]
- くノ一五人衆VS女ドラゴン軍団（2005年10月25日、ジーピー・ミュージアム、主演・鈴麗 役）[77]
- 新だまし屋本舗・蛍〜おいしいバイトにご用心〜（2005年11月5日、ネクスタシー、主演・天海蛍 役）監督:新里猛[78]
- 新だまし屋本舗・蛍〜ペーパー商法にご用心〜（2005年12月7日、ネクスタシー、主演・天海蛍 役）監督:新里猛[79]
- 新だまし屋本舗・蛍〜美容詐欺を撲滅せよ〜（2006年7月5日、ネクスタシー、主演・天海蛍 役）監督:新里猛[80]
- 新だまし屋本舗・蛍〜フランチャイズ詐欺を撲滅せよ〜（2006年8月4日、ネクスタシー、主演・天海蛍 役）監督:新里猛[81]
- 新だまし屋本舗・蛍 蒼井そらスペシャル（2007年8月3日、ネクスタシー、主演・天海蛍 役）監督:新里猛 ※総集編 全4話を収録[82]
- 聴かれた女の見られた夜（2007年8月3日、トランスフォーマー、主演・皐月 役）監督:山本政志 ※「聴かれた女」をヒロインの視点から見たアナザー・エロチック・ドラマ[83]
- プレイエンジェルズVol.1（別題:蒼井そら プレイエンジェルズ）（WOWOW）（2007年11月7日、シネマファス、主演・アンナ 役）監督:新里猛[84]
- プレイエンジェルズ〜華麗なる天使〜（2008年2月6日、シネマファス、主演・アンナ 役）監督:新里猛[85]
- 蒼空（2008年9月22日、ティーエムシー、主演・桃井栞 役）※原案も担当、のちに劇場公開[86]
- 揺れる電車の中で 特別編 全20作記念歴代マドンナ全員乗車中（2009年6月26日、オンリーハーツ）監督:小渕アキラ 他[87]
- 告白 ナースの残業（2009年10月2日、クロックワークス、主演・飯島由季子 役）監督:高明 [88]
- SとM 第二章（2010年8月20日、ジーピー・ミュージアム）監督:仰木豊[89]

### Webドラマ
- クロコーチ スピンオフストーリー（2013年、三島五月）

### ミニドラマ
- 明天开始减肥（中国、2014年6月、グループ「果宝酱」にて）

### バラエティ
2003年
- Peach-Pit 桃のたね（MONDO21）

2004年
- やりにげコージー（テレビ東京）
- 寿命H診断（TBS）
- 音箱（CLUB）登龍門（フジテレビ）
- お笑い登龍門（フジテレビ）

2005年
- 限度ヲ知レ（TBS）
- KEN-JIN DX（中国放送）
- 指名手配（テレビ朝日）
- お笑い登龍門ガッハ（10月17日 - 2007年3月19日、スカパー!フジテレビ721）
- レッスルコロシアム ザ芸能界!最強格闘王者グランプリMAX（日本テレビ）
- めちゃ²イケてるッ!（2005年、2011年9月17日、フジテレビ）
- ゴッドタン（テレビ東京）
- ドスペ2 まとも人間4（テレビ朝日）
- アダムとイブの恋愛H診断（TBS）
- ラブちぇん（名古屋テレビ）

2006年
- シンデレラ男（テレビ東京）
- ぷっちNUKI（テレビ東京）
- ダブルH（4月4日 - 6月27日、テレビ東京）レギュラー出演
- アドレな!ガレッジ（テレビ朝日）
- 浜ちゃんと!（7月17日・24日、読売テレビ）「行きづらいスポットツア 前編、後編」
- 三竹占い（テレビ朝日）
- レッスルコロシアム'06（日本テレビ）

2008年
- おねがい!マスカット（4月7日 - 2009年3月31日、テレビ大阪・テレビ東京系）
- 探偵!ナイトスクープ（12月5日、朝日放送）

2009年
- おねだり!!マスカット（4月7日 - 2010年3月29日、テレビ東京）
- 今夜もドル箱（6月23日・9月23日、テレビ東京）
- 〜少数派向け情報バラエティー〜マイノリTV （8月10日、TBS）

2010年
- おもいッきりPON!（2月12日、日本テレビ）
- キャンパスナイトフジ（2月19日・3月12日、フジテレビ）
- ちょいとマスカット!（4月21日・5月19日・6月2日、テレビ東京）
- タカダオカダ（5月2日、関西テレビ）
- 姫姫旅行 〜Princess×Princess to Lip〜（8月、福島中央テレビ）
- おねだりマスカットDX!（10月6日 - 2011年9月28日、テレビ東京）
- 魁!音楽番付（12月22日、フジテレビ）

2011年
- vあなデジ〜達人の技VSデジタルツール〜 （7月20日、テレビ東京）
- おねだりマスカットSP!（10月5日 - 2013年3月30日、テレビ東京）

2015年
- マスカットナイト (11月4日・11月11日、テレビ東京)

2017年
- 恵比寿マスカッツ横丁!（10月5日 - 12月28日、テレビ東京）
- じっくり聞いタロウ～スター近況（秘）報告～（2025年、テレビ東京）[90]

### Web番組
2000年代
- そらを見なきゃ困るよ!（2007年11月6日 - 2009年8月25日、GyaOジョッキー）
- 特命店長蒼井そら（2009年12月 - ？、HOST-TV.COM）

2010年代
- スパローズのギリギリアウツ!? #57（2013年5月、ニコジョッキー）
- 蒼井そらと逆転満塁ホームランのニコジョッキー（2013年6月11日、ニコジョッキー）
- 蒼井そらニコジョッキーお久しぶりSP「スパローズと蒼井そらがいろいろ」（2015年8月13日、ニコジョッキー）
- 人気芸人対マスカッツ!ポロリ100%!夜の水泳大会 極楽とんぼKAKERU TV（2017年9月1・2日、AbemaTV）
- 恵比寿マスカッツ 1.5 真夜中のワイドショー（2017年11月 - 2021年3月、AbemaTV）ヘッドコーチどｄ
- 蒼井そら出産当日アジア同時生中継〜Welcome to the world, Sola's baby〜（2019年、AbemaTV）
- しくじり先生 俺みたいになるな!!（2025年、ABEMA）[91][92]

### ミュージック・ビデオ
- 石川智晶「美しければそれでいい」（2006年4月19日）※Erinaと共演。
- 大山百合香「木枯しに抱かれて」（2007年12月5日、）
- 麥浚龍「超生培慾」（2010年）
- Magic Power「時間倒轉」（2010年）
- AZU「Broken Heart」（2011年2月2日）
- 恵比寿マスカッツ「NO VICTORY WITHOUT DREAM」（2022年5月25日、ドリーミュージック）OGとして出演
- Namewee「別人的老婆」（2022年12月2日）[93]

### 舞台
- 劇団Z団第7回公演「BARAGA-鬼ki」（2009年4月22日 - 26日、東京公演：全労済ホールスペース・ゼロ） - お嬢 役

### ゲーム
- アイドルと野球拳（PSP）（2005年9月16日、ゲベット）
- 蒼井そらと対決野球拳（DVDPG）（2005年9月21日、ゲベット）

### アニメ
- 成人向OVA『BLIND NIGHT ～覚醒～』（2002年11月22日、ジャパンホームビデオ、女子生徒B 役）
- Webアニメ『変形少女』#4（2017年3月27日 - 10月24日、ディー・エル・イー、那奈 役）[94][95]

### ラジオ
2000年代
- 四番 なかやま（2006年、TBSラジオ）
- くりぃむしちゅーのオールナイトニッポンの第7回、第8回童貞妄想選手権（2006年、ニッポン放送）
- 夜な夜なニュースいぢり X-Radio バツラジいじりっ娘（2008年3月26日、TBSラジオ）
- music storage（2008年、TOKYO FM）
- Super Festival（2009年、InterFM）

2010年代
- 蒼井そらの秘密の話園（2010年、CBCラジオ）
- やまだひさしのラジアンリミテッドF内スペシャルコーナー「そらと一緒に…言っChina」（2013年4月5日 - ？、TOKYO FM）

### 携帯サイト
- どっきりクイーン

### CM
- グレイス愛西

## 書籍

### 著書
- そら模様（2006年6月8日、講談社）ISBN 978-4062134361
- 蒼空（2008年、小学館）原案:蒼井そら、原作:倉科遼、作画:成田マナブ（漫画作品）
- ヌードな女 -蒼井そら物語-(2008年10月10日、講談社) 原案:蒼井そら、著者:秋元奈美（作中では蒼井の本名が橋口由宇となっている）ISBN 978-4063655285
- ぶっちゃけ蒼井そら(ベスト新書)（2009年9月9日、ベストセラーズ）ISBN 978-4584122471

### 評伝
- 夜が明けたら 蒼井そら（2020年6月19日、主婦の友社）著者：藤原亜姫[96]

### トレーディングカード
- AVCジューシーハニー SE 蒼井そら コレクションカード（2006年3月25日、ミント）
- AVCジューシーハニー SE 蒼井そら コレクションカード2（2007年11月23日、ミント）

### 写真集
- Blue （2002年7月21日発売、2002年8月15日発行、インフォレスト/英知出版）
- いもうとだけど…お兄ちゃんと呼べなくて （2003年1月24日発売、2003年2月1日発行、彩文館出版）撮影：斉木弘吉
- らぶぱら 運命 （2003年5月10日発売、2003年5月17日発行、竹書房）
- Gorgeous #1 （2003年7月18日発売、2003年8月31日発行、バウハウス）
- LOVEx （ラブラブ）#07 （2003年11月22日発売、2004年1月5日発行、バウハウス）
- KARAMI 21 （2004年1月30日発売、2004年3月10日発行、三和出版）
- Solax （2004年2月25日発売、2004年3月6日発行、音楽専科社）
- そら （2004年7月27日発売、2004年8月5日発行、双葉社）
- Sola Aoi in Doll House （2004年9月13日発売、2004年10月15日発行、英知出版）
- 蒼井そらcomplete （2004年12月14日発売、MCプレス）
- 蒼井そら120% （デジ得シリーズ06） （2005年3月10日発売、バウハウス）
- LOVEx （ラブラブ）#09 （2005年5月27日発売、バウハウス）
- polgasun aoisora （2005年8月13日発売、パワーショベル）
- 増刊 蒼井そら （2005年10月27日発売、ジーオーティー）

#### 関連写真集
- すっぽんぽん戦隊 けっこう仮面V -FIVE- （2004年7月28日発行、講談社）